# Glory Days (canção)
"Glory Days" é uma canção de 1984, escrita e composta pelo cantor de rock dos Estados Unidos da América, Bruce Springsteen. Em 1985, tornou-se no quinto single do álbum Born in the U.S.A.

## História
"Glory Days" foi gravado em abril de 1982, durante a primeira onda de sessões do álbum Born in the U.S.A.. Mesmo que o álbum tenha passado por várias fases diferentes no que ao conteúdo dizia respeito, "Glory Days" sempre foi visto como uma das suas pedras angulares.

## Desempenho nas paradas musicais
| Parada musical (1985)                       | Posição |
| ------------------------------------------- | ------- |
| Estados Unidos - Hot Mainstream Rock Tracks | 3       |
| Estados Unidos - Billboard Hot 100          | 5       |